# Universitätsklinikum Regensburg
Das Universitätsklinikum Regensburg (UKR) ist ein Krankenhaus der Maximalversorgung in Regensburg in der Trägerschaft des Freistaats Bayern, zuständig für die gesamte ostbayerische Region mit etwas mehr als zwei Millionen Einwohnern. Der Campus des 1984 eröffneten Klinikums befindet sich im Regensburger Stadtbezirk Oberisling-Leoprechting-Graß. Das UKR liegt mit seinem Case-Mix-Index (durchschnittliche Fallschwere) mit an der Spitze der deutschen Universitätsklinika und ist somit für die Behandlung schwerster Erkrankungen und Verletzungen ausgestattet.

## Zahlen
Aktuell sind über 5.000 Menschen am Universitätsklinikum Regensburg beschäftigt. Etwa 700 von ihnen sind Ärzte, mehr als 1.700 Pflegekräfte. Außerdem zählen circa 1.200 Mitarbeiter im medizinisch-technischen Dienst dazu, 500 in der Verwaltung und der Haustechnik. Hinzu kommen noch 2.150 Studierende der Human- und Zahnmedizin. Das Klinikum verfügt über 839 Betten (davon 83 Intensivbetten), 52 tagesklinische Behandlungsplätze und zwölf Dialyseplätze.
Der Fakultät für Medizin der Universität Regensburg steht das UKR für Forschung und Lehre zur Verfügung. Zudem sind eine naturwissenschaftliche Fakultät (vorklinische Ausbildung) und vier weitere Klinikträger in Forschung und Lehre eingebunden. Derzeit sind rund 2.000 Studierende der Human- und Zahnmedizin immatrikuliert. National und international genießen Universität und Universitätsklinikum Regensburg einen hervorragenden Ruf als medizinische Forschungsstätte. Die Forschungsschwerpunkte liegen in der Immuntherapie, Tumorforschung und der Transplantationsmedizin.

## Lage
Das Universitätsklinikum liegt ca. 3 km südlich von Innenstadt, Altstadt und Hauptbahnhof jenseits der Autobahn A3, ergänzt durch die 2010 eingeweihte Kinder-Uni-Klinik Ostbayern KUNO.
Der Universitäts-Campus liegt ca. 1 km entfernt, nördlich der A3 über eine Brücke fußläufig erreichbar, ca. 2 km südlich der Innenstadt auf der sog. Ziegetsdorferer Anhöhe.

## Geschichte
Am 18. Juni 1962 verabschiedete der Bayerische Landtag ein Gesetz, am Standort Regensburg sowohl eine Universität als auch ein Universitätsklinikum mit vollem Fächerspektrum zu errichten.

### Zeitlicher Verlauf der Inbetriebnahme
1969 erfolgte die Berufung des medizinischen Beirats für die Planung und Struktur der Medizinischen Fakultät. 1984 erfolgte die Eröffnung des ersten Bauabschnitts des Universitätsklinikums (Klinik und Poliklinik für Zahn-, Mund- und Kieferheilkunde). 1992 begann im Klinikum der allgemeine stationäre Betrieb. Die medizinische Vollausbildung der Studierenden der Human- und Zahnmedizin ist seit 1996 im Gange. 2017 blickte das UKR in mehreren Jubiläumsveranstaltungen auf „25 Jahre stationäre Universitätsmedizin für Ostbayern“ zurück.
Der zeitliche Verlauf der Inbetriebnahme des Universitätsklinikums war wie folgt:
- 26. September 1978: Grundsteinlegung für das Klinikum; Beginn des ersten Bauabschnitts: Zahn-, Mund- und Kieferklinik
- 1984: Inbetriebnahme der Klinik und Poliklinik für Zahn-, Mund- und Kieferkrankheiten
- 1985: Baubeginn des 2. Bauabschnittes
- 21. Oktober 1992 Offizielle Eröffnung des 2. Bauabschnittes mit 500 Betten und Aufnahme des stationären Betriebs
- 1993: Beschluss der Bayerischen Staatsregierung, den 1. Teil des abschließenden 3. Bauabschnitts mit 300 Betten ohne Mitfinanzierung des Bundes zu errichten
- 18. April 1994: Spatenstich und Baubeginn des 1. Teils des 3. Bauabschnitts
- 1998/1999: Inbetriebnahme des ersten Teils des 3. Bauabschnitts. Insgesamt verfügt das Universitätsklinikum Regensburg nun über 804 Betten
- 2002: Baubeginn für den zweiten Teil des 3. Bauabschnittes mit zwei neuen Gebäuden für Forschung und Lehre
- 2006: Inbetriebnahme des 2. Teils des 3. Bauabschnitts
- 2007: Richtfest für den Neubau der Kinder-Uni-Klinik Ostbayern (KUNO) und einen weiteren Forschungsbau
- 2009: Einweihung des José-Carreras-Centrums für Somatische Zelltherapie
- 2010: Inbetriebnahme der KUNO-Klinik für Kinder- und Jugendmedizin
- 2012: Inbetriebnahme der neuen Notaufnahme, des Hybrid-OPs sowie Abschluss der Sanierung der Zahnmedizinischen Klinik
- 2014: Das UKR verfügt über 833 Planbetten und 52 tagesklinische Behandlungsplätze.
- 2018: Am 20. Juli wurde der Grundstein für das neue Klinikgebäude B5 gelegt, welches 2023 fertiggestellt und eröffnet wurde.

### Kinder-Uni-Klinik Ostbayern (KUNO)
Die Kinder-Uni-Klinik Ostbayern (KUNO) ist eine Erweiterung des Klinikums, die 2010 in Betrieb genommen werden konnte.
Da es im ostbayerischen Raum zuvor kein Kinderklinikum der höchsten Versorgungsstufe gab, mussten bis dato einige Kinder bis nach München oder Erlangen/Nürnberg an die dortigen Kinderkliniken verwiesen werden. Darum bemühten sich seit 2004 mehrere Initiativen um den Bau einer Kinderklinik der höchsten Versorgungsstufe in Regensburg. Die Staatsregierung konnte allerdings eine Finanzierung dieser 27-Millionen-Euro-Pläne angesichts des damaligen Sparhaushalts nicht darstellen, worauf es zu einer der größten Spendenaktionen in der bayerischen Geschichte kam. Bis Februar 2011, nach 7 Jahren Laufzeit der Aktion, kamen durch Spenden, verschiedenste Benefizveranstaltungen und andere Ereignisse zugunsten KUNOs bislang insgesamt ca. 9,2 Millionen Euro zusammen.
Aufgrund dieser enormen Spendenbereitschaft und der damit erzielten Anschubfinanzierung ließ sich das bayerische Wissenschaftsministerium dazu bewegen, im Dezember 2005 den Bau zu genehmigen und 14 Millionen Euro zuzuschießen. Nun wurde die bestehende Kinderklinik St. Hedwig (Krankenhaus Barmherzige Brüder) weiter ausgebaut und als Universitätsklinik geführt. Der Chefarzt erhält zusätzlich Betten am Campus des Universitätsklinikums, um dort Synergieeffekte nutzen zu können. Dafür wurde dort ein KUNO-Erweiterungsbau errichtet.

Der offizielle Spatenstich war am 15. Dezember 2006. Das Richtfest erfolgte bereits am 7. Dezember 2007. Anschließend erfolgte seit April 2008 der Innenausbau der Klinik. Bis Ende Juli 2008 erreichte das Bauvolumen insgesamt 14,3 Millionen Euro, insgesamt kostet der Bau rund 30 Millionen Euro, wovon ein Drittel durch Spenden aufgebracht wurde. Am 11. Januar 2010 hat die Kinder-Uniklinik ihren Betrieb aufgenommen.

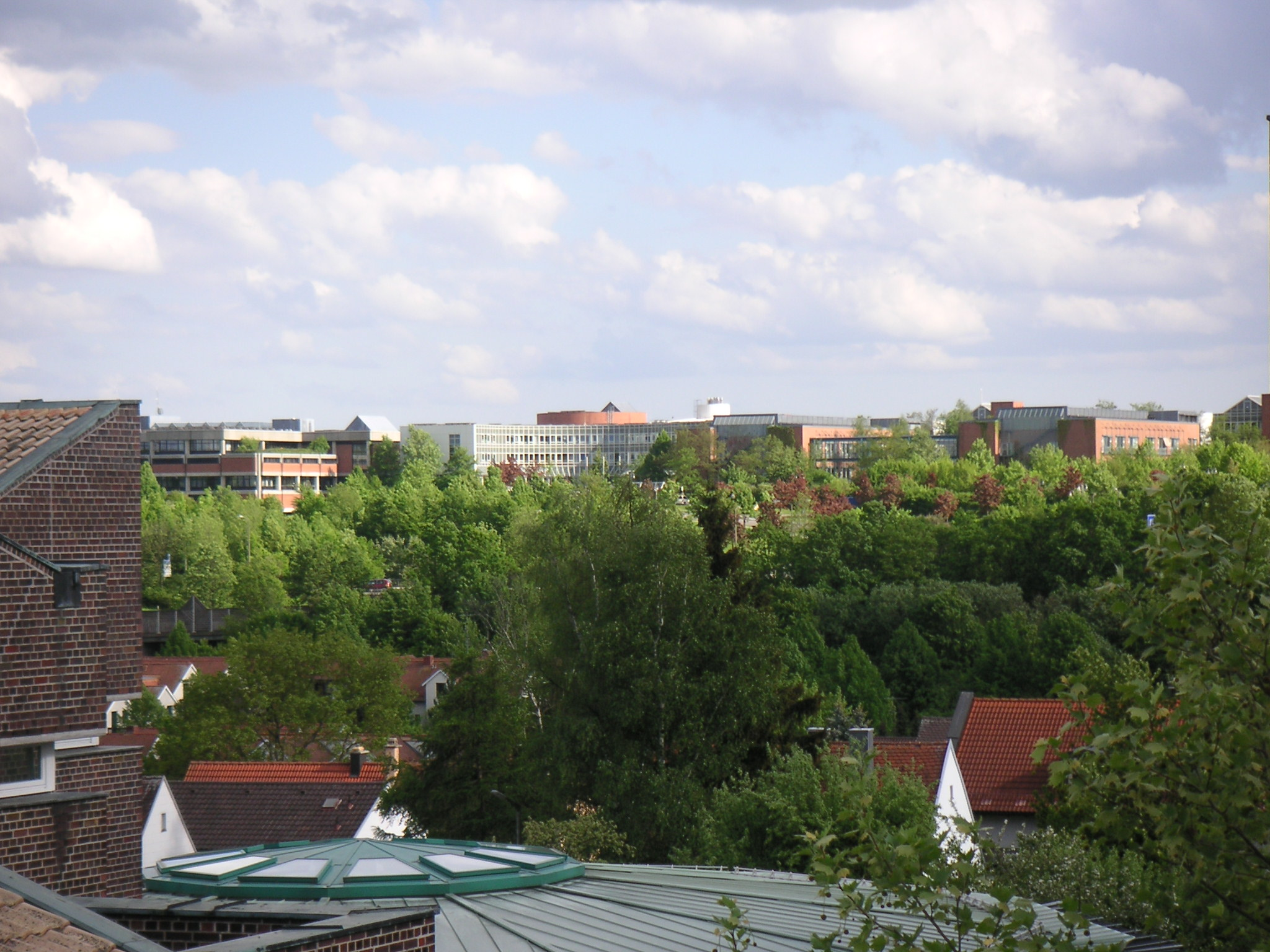
Universitätsklinikum, aufgenommen vom Dach des Oberpfalz-Wohnheims.

## Kliniken, Abteilungen, Institute und Lehrstühle
Das Universitätsklinikum Regensburg umfasst neben der bereits erwähnten Kinder-Uni-Klinik Ostbayern (KUNO) folgende Kliniken, Abteilungen, Institute und Lehrstühle:
- Anästhesiologie
- Augenheilkunde
- Chirurgie
- Dermatologie
- Experimentelle Medizin und Therapieverfahren
- Gefäßchirurgie
- Hals-Nasen-Ohren-Heilkunde
- Herz-, Thorax- und herznahe Gefäßchirurgie
- Innere Medizin I (Gastroenterologie, Endokrinologie, Rheumatologie, Infektiologie)
- Innere Medizin II (Kardiologie, Pneumologie, Internistische Intensivmedizin)
- Innere Medizin III (Hämatologie, Internistische Onkologie)
- Kieferorthopädie
- Kinder- und Jugendmedizin
- Klinische Chemie und Laboratoriumsmedizin
- Klinische Mikrobiologie und Hygiene
- Krankenhaushygiene und Infektiologie
- Mund-, Kiefer- und Gesichtschirurgie
- Neurochirurgie
- Nephrologie
- Neuropathologie
- Nuklearmedizin
- Pathologie
- Pädiatrische Hämatologie, Onkologie und Stammzelltransplantation
- Plastische, Hand- und Wiederherstellungschirurgie
- Psychosomatische Medizin
- Röntgendiagnostik
- Strahlentherapie
- Thoraxchirurgie
- Unfallchirurgie
- Zahnärztliche Prothetik
- Zahnerhaltung und Parodontologie

## Zentren
Es bestehen folgende Zentren und Arbeitsgemeinschaften:
- Arbeitsgemeinschaft Notärzte der Universität Regensburg (ANU)
- Cardiac Arrest Center
- Cochlear Implant Centrum
- Comprehensive Cancer Center Ostbayern (CCCO)
- Diabetologisches Fußzentrum
- Darmkrebszentrum (im Viszeralonkologischen Zentrum)
- ECMO-Zentrum
- GvHD-Zentrum
- Hautkrebszentrum
- ICT Interdisziplinäres Centrum für medikamentöse Tumortherapie
- Interdisziplinäres Zentrum für Gefäßanomalien
- Interdisziplinäres Zentrum für pädiatrisch-interventionelle Radiologie
- International Center for Telemedicine
- José-Carreras-Centrum für Somatische Zelltherapie (JCC)
- Kinderleberzentrum
- Leberkrebszentrum (im Viszeralonkologischen Zentrum)
- Luftrettungszentrum (mit Hubschrauber des Typs H145)[7]
- Lungenkrebszentrum
- Pankreaskrebszentrum (im Viszeralonkologischen Zentrum)
- Regensburger Centrum für Interventionelle Immunologie (RCI)
- Regensburger Zentrum für Kindliche Hörstörungen
- Rettungszentrum Regensburg e. V.
- Tinnituszentrum
- Transplantationszentrum
- Traumanetzwerk Ostbayern
- Tumorzentrum Regensburg
- Universitäres Herzzentrum Regensburg (UHR)
- Universitäres Onkologisches Zentrum Regensburg (UCC-R)
- Universitäres Schlafmedizinisches Zentrum Regensburg – Donaustauf (USMZ)
- Universitäres Transplantationszentrum Regensburg
- Viszeralonkologisches Zentrum
- Wirbelsäulenzentrum
- Zentrum für Familiären Brust- und Eierstockkrebs
- Zentrum für Hirntumoren (ZHT)
- Zentrum für Interventionelle Aortenklappentherapie
- Zentrum für Klinische Studien
- Zentrum für Kopf-Hals-Tumoren (ZKH)
- Zentrum für Leberzellforschung
- Zentrum für Plastische, Hand- und Wiederherstellungschirurgie
- Zentrum für Radiologisch-Interventionelle Onkologie (RIO)
- Zentrum für Seltene Erkrankungen (ZSER)
- Zentrum für Tiefe Hirnstimulation

## Kooperationen
Es bestehen folgende Kooperationen:

### Klinisch theoretische Institute der Fakultät für Medizin der Universität Regensburg
- Institut für Epidemiologie und Präventivmedizin
- Institut für Funktionelle Genomik
- Institut für Humangenetik
- Institut für Immunologie
- Institut für Medizinische Mikrobiologie und Hygiene
- Institut für Pathologie

### Lehrstühle in kooperierenden Häusern
- medbo Bezirksklinikum Regensburg (Lehrstuhl für Neurologie, Lehrstuhl für Psychiatrie und Psychotherapie)
- Caritas Krankenhaus St. Josef (Lehrstuhl für Frauenheilkunde und Geburtshilfe, Schwerpunkt Frauenheilkunde; Lehrstuhl für Urologie)
- Krankenhaus Barmherzige Brüder Regensburg – Klinik St. Hedwig (Lehrstuhl für Frauenheilkunde und Geburtshilfe, Schwerpunkt Geburtshilfe)
- Asklepios Klinikum Bad Abbach (Lehrstuhl für Orthopädie)

### Akademische Lehrkrankenhäuser der Universität Regensburg
- Caritas-Krankenhaus St. Josef, Regensburg
- Krankenhaus der Barmherzigen Brüder, Regensburg
- medbo Bezirksklinikum Regensburg
- Klinikum Passau
- Kliniken Nordoberpfalz, Weiden
- Klinikum St. Marien, Amberg
- Caritas-Krankenhaus St. Lukas, Kelheim
- Rottal-Inn-Kliniken, Eggenfelden
- Klinik Bogen, Bogen
- Kreisklinik Wörth a. d. Donau
- Kliniken St. Elisabeth, Neuburg a. d. Donau

### Kooperationen in der Patientenversorgung
- Nephrologie: Caritas-Krankenhaus St. Josef
- Kinder- und Jugendmedizin: Krankenhaus Barmherzige Brüder Regensburg, Klinik St. Hedwig
- Rheumatologie und Immunologie: Asklepios Klinikum Bad Abbach
- Pneumologie und Psychosomatik: Klinik Donaustauf, seit 1. August 2024 Caritas-Krankenhaus St. Maria[8]
- Thoraxchirurgie: Krankenhaus Barmherzige Brüder Regensburg
- Unfallmedizin sowie Plastische-, Hand- und Wiederherstellungschirurgie: Caritas-Krankenhaus St. Josef
- Teleradiologische Leistungen: Sana Kliniken des Landkreises Cham, Klinik Donaustauf
- Kooperationen zur Förderung einer versorgungsübergreifenden Krankenhausbehandlung in der Region: Klinik Bogen, Asklepios Klinik Burglengenfeld, Rottal-Inn Kliniken Eggenfelden, Goldberg-Klinik Kelheim, Klinik Mallersdorf, Kreisklinik Wörth an der Donau
- Sporthopaedicum Regensburg: Centrum für Spezielle Gelenktherapie im Facharztzentrum Regensburg

### Wissenschaftliche Auslandskooperationen
- Krankenhaus Longgang, Shenzhen, China
- University of San Diego Medical School, Kalifornien, USA
- Semmelweis-Universität für Medizinische Wissenschaften, Ungarn
- University of Zambia, Lusaka, Sambia
- Bashkir State Medical University, Ufa, Russland

### Gesundheitsregion plus
Das Universitätsklinikum Regensburg ist Mitglied der Gesundheitsregion plus Stadt und Landkreis Regensburg. Mit dem Konzept Gesundheitsregionen plus will das Bayerische Staatsministerium für Gesundheit, Pflege und Prävention die medizinische Versorgung und Prävention im Freistaat weiter verbessern. Die Gesundheitsregion plus Stadt und Landkreis Regensburg ist der Zusammenschluss von Einrichtungen und Experten im Gesundheitswesen, durch deren engere Vernetzung die gesundheitliche Versorgung und Vorsorge für die Bevölkerung in und um Regensburg weiter optimiert werden. In Arbeitsgruppen werden dabei verschiedene Themen bearbeitet – von der Notfallversorgung bis hin zur Ausbildung von Pflegekräften.